# Laura Herberger
Laura Herberger (* 31. Dezember 1860; † 7. Juli 1942 in Buchholz) war eine erzgebirgische Heimatschriftstellerin.
Sie war alleinstehend und lebte in der erzgebirgischen Bergstadt Buchholz. Sie war als Autorin für die Obererzgebirgische Zeitung tätig. Seit 1924 gab sie eine Vielzahl ihrer Erzählungen unter dem Titel De Hutz'nstub. Erzählungen in erzgebirgischer Mundart im Verlag von Friedrich Seidel heraus, die so erfolgreich waren, dass bis 1935 insgesamt zehn Teile in Verlag Friedrich Seidel, Obererzgebirgische Zeitung, Buchholz i. Sa., erschienen sind.